# Cizinecký informační systém
Cizinecký informační systém (CIS) je neveřejný informační systém veřejné správy ČR spravovaný Službou cizinecké policie a provozovaný odborem informatiky Policejního prezidia České republiky. Jeho provozování upravuje pokyn policejního prezidenta.

## Obsah systému CIS
Jednotlivé evidence systému CIS obsahují tyto entity
- nežádoucí osoby, evidence nežádoucích osob (ENO)
- spisovna, spisy v listinné podobě (SPS)
- vízoví cizinci (EVIC)
- trvale a dlouhodobě usídlení cizinci (TDU)
- územní zákazy pobytu (UZP)
- pozvání, zvoucí a zvané osoby (POZ)
- hlášení o ubytování cizinců (UBY)
- přestupky cizinců (PRE)
- cizinci zajištění v zařízeních v ČR (ZCH)
- žadatelé o azyl
- vyhoštěné osoby (VYH)
- totožnost cestou zastupitelských úřadů (TOT)
- ztracené a odcizené doklady (ZZD)
- daktyloskopované údaje (DKT), napojení na systém AFIS
- evidence pozorka (PZR) a Blokace

### Evidence vízových cizinců
Evidence vízových cizinců je systém podle Zákona 326/1999 Sb. o pobytu cizinců na území ČR. Slouží hlavně pro zpracování žádostí o schengenská víza.
Jeho historická verze (víza do ČSSR) je uložena na mikrofiších v Archivu bezpečnostních složek a v archivu vízových cizinců (AVIC). V roce 1993 byl systém rozdělen společně s dělením republiky. V únoru 2016 MZV v jednacím řízení bez uveřejnění zadalo vývoj a správu systémů ePasy a EVC2 pro období 4 let, a to bez otevřeného výběrového řízení a bez převodu autorských práv k software. Za to dostalo v lednu 2018 pokutu pět set tisíc korun od Úřadu pro ochranu hospodářské soutěže.
Nový systém EVC2 byl zařazen mezi ISVS v červnu 2019. Pořizovací náklady (bez HW a komunikační infrastruktury) jsou uvedeny ve výši 150 mil. Kč.